# Жінка, Життя, Свобода

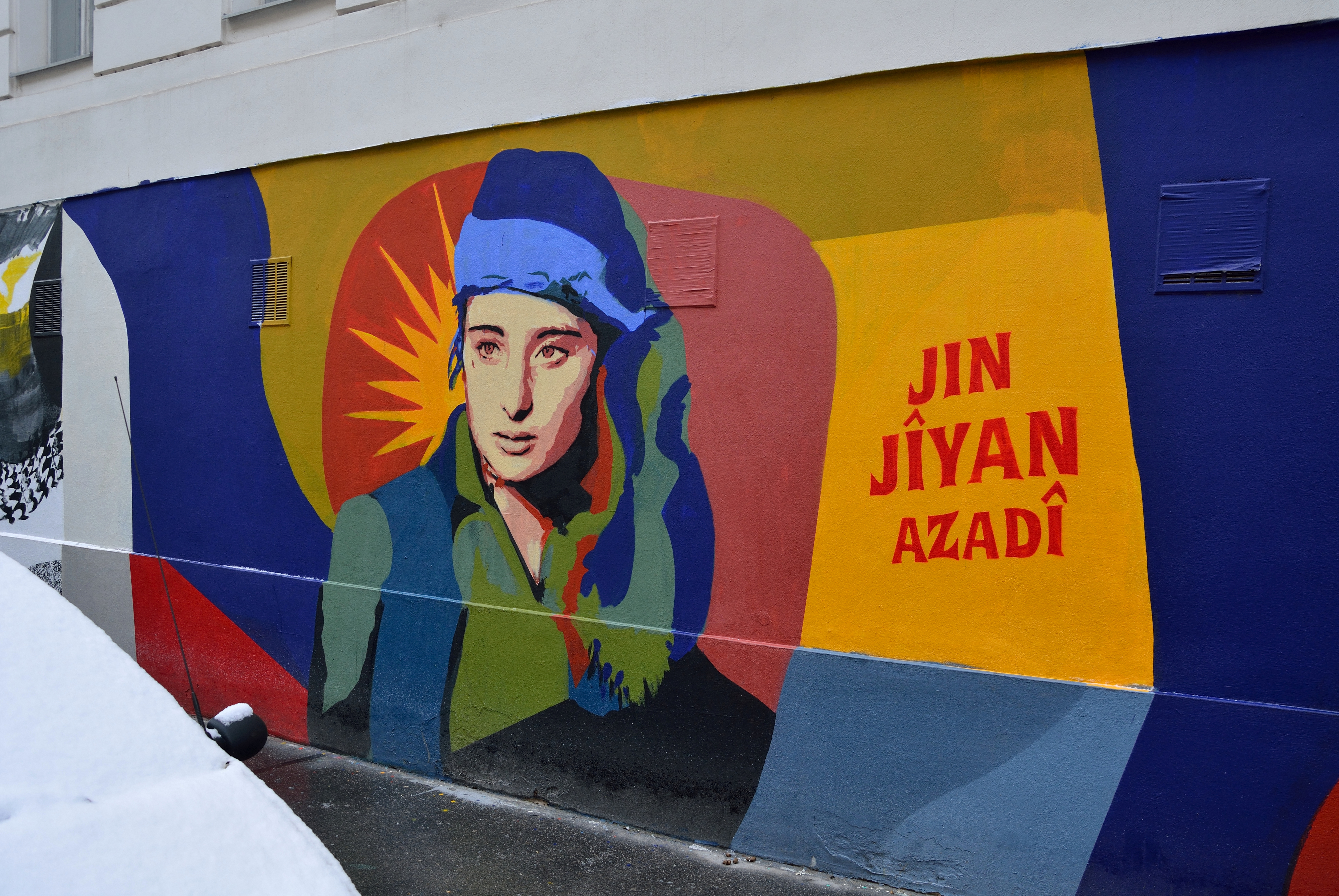
На муралі у Відні зображена курдська жінка і гасло «Жінка, Життя, Свобода» (курдською).

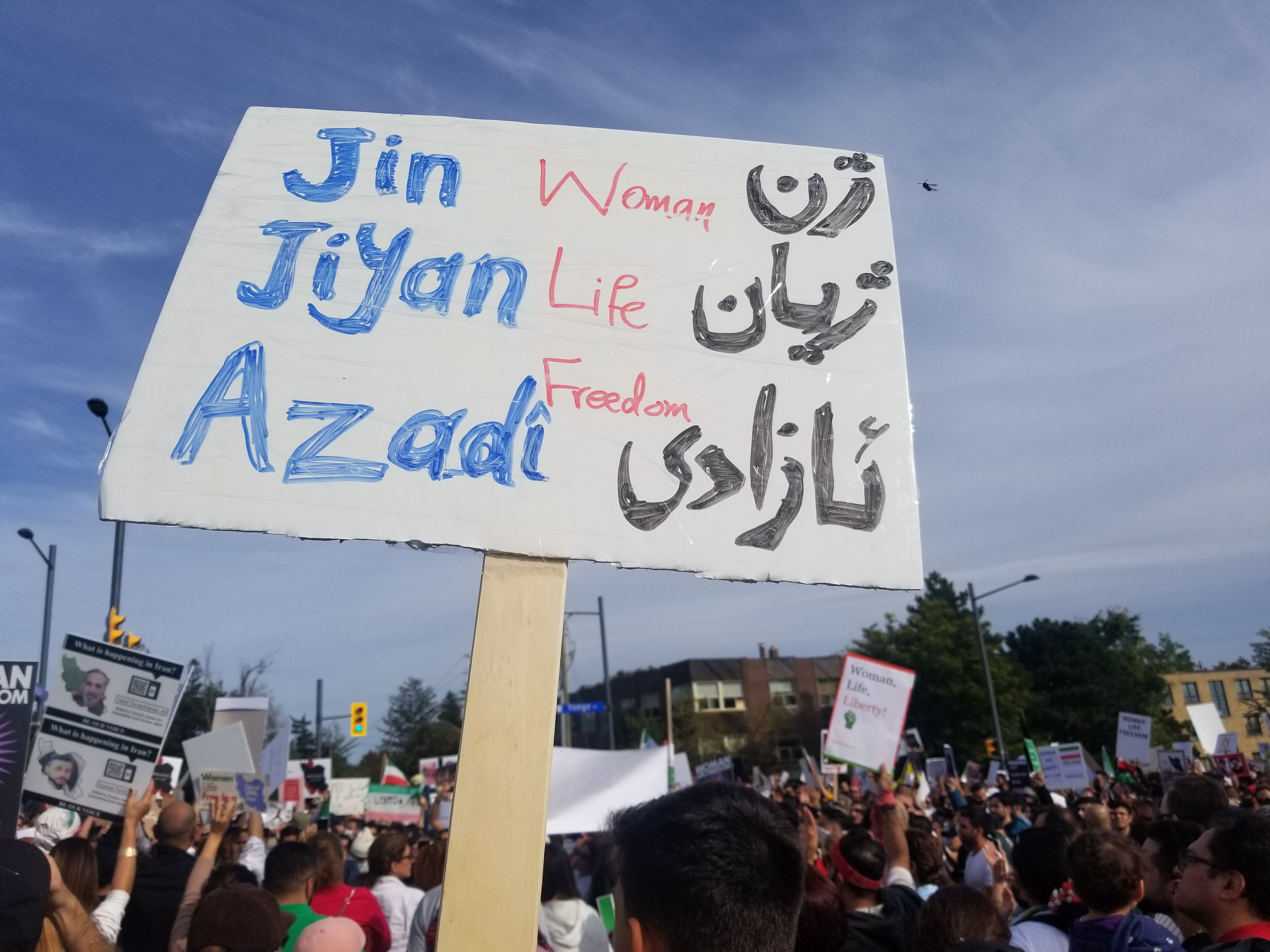
Табличка з гаслом, написаним курдською та англійською мовами

Жінка, Життя, Свобода (англ. Woman, Life, Freedom, курд. Jin, Jiyan, Azadî, ژن، ژیان، ئازادی, перс: زن، زندگی، آزادی) або Жінка, Життя, Воля — популярне політичне курдське гасло, яке використовується як у курдському русі за незалежність, так і в демократичному конфедералістичному русі. Гасло стало лозунгом під час протестів, які відбулися в Ірані у відповідь на смерть Магси Аміні.

## Походження
Походження гасла можна простежити в курдському визвольному русі кінця ХХ століття. Вперше гасло використали члени Курдського жіночого руху, частини Курдського руху за свободу, який заснований на низовому активізмі у відповідь на переслідування з боку урядів Ірану, Іраку, Туреччини та Сирії. Його популяризували такі курдські діячі, як Абдулла Оджалан, у своїх антикапіталістичних та антипатріархальних працях. Від часу свого першого використання гасло висували члени курдських організацій і ті, хто не належав до курдського руху. Це було гасло курдських бійців, які прорвали облогу Кобані Ісламською державою Іраку та Леванту в Сирії.

## Використання демократичними конфедералістами
Гасло асоціюється з джинеологією, частиною демократичного конфедералізму, і вважається, що його придумав Абдулла Оджалан, лідер Робітничої партії Курдистану (PKK). Гасло ознаменувало політичну діяльність курдських жінок у 2000-х роках і вважалося привертаючим увагу завдяки своєму написанню, ритму та конотативному значенню. Гасло також використовувалося курдами з Загонів жіночої оборони (YPJ) у війні проти Ісламської держави (ІДІЛ).

## Поширення по усьому світу
Вперше це гасло вигадали курдські жінки-воїни, а потім воно стало популярним під час інших протестів по усьому світу. Наприклад, 25 листопада 2015 року його використовували на мітингах з нагоди Міжнародного дня усунення насильства проти жінок у кількох європейських країнах.

### Афганістан

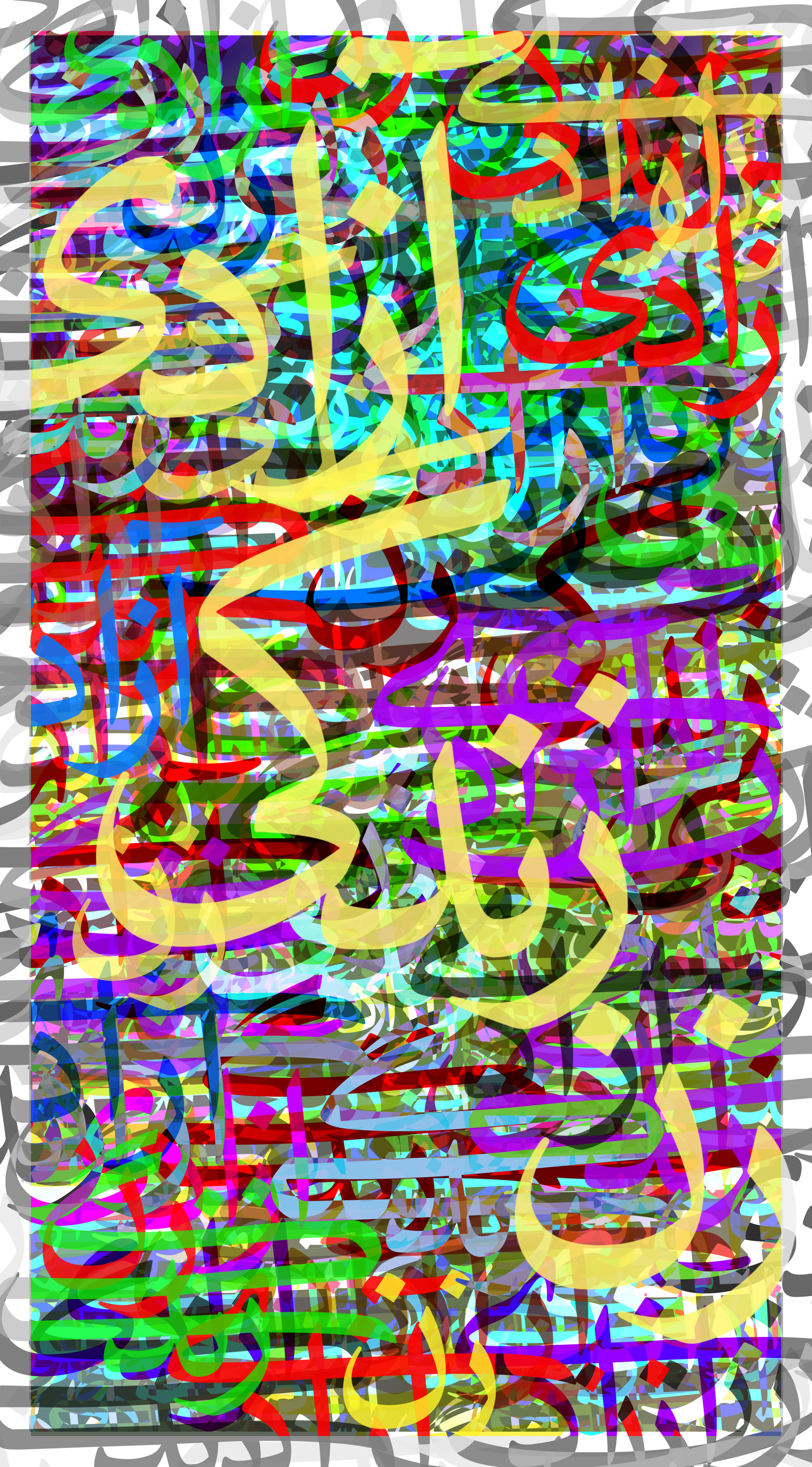
Гасло «Жінка, Життя, Свобода» перською мовою

20 вересня 2022 року це гасло скандували афганські жінки на акції протесту на підтримку жінок, які протестують в Ірані.

### Франція
У 2018 році під час Каннського кінофестивалю актори фільму «Дівчата сонця» скандували «jin jiyan azadî». Пізніше це гасло було надруковано перською мовою на першій сторінці французької газети Ліберасьйон у вересні 2022 року після протестів проти смерті Магси Аміні.

### Іран
Використання гасла «Жінка, Життя, Свобода» походить від серії протестів після смерті Магси Аміні у вересні 2022 року. Це гасло скандували на похороні Аміні в Саккезі, а потім його можна було почути під час перших протестів у Сенендеджі після похорону. 21 вересня це гасло скандували студенти Тегеранського університету, а в наступні дні — протестувальники по всій країні. 28 вересня, під час продовження протестів, студенти Ширазського університету медичних наук використовували це гасло у своїх акціях протесту разом з новим, схожим гаслом: «Жінка, життя, свобода; Чоловік, Батьківщина, Процвітання».
Після того, як іранські протести поширилися на інші міста світу, в різних містах пройшли мітинги, на яких протестувальники використовували гасло «Жінки, Життя, Свобода», а також інші гасла. У зв'язку з поширенням протестів на міста по всьому світу і широким висвітленням в іноземних ЗМІ, французька газета Ліберасьйон використала зображення іранських протестів з гаслом перською мовою, що супроводжувалося його французьким перекладом. Він також був використаний у заключній частині тексту пісні «Baraye» Шервіна Хаджипура, який був затриманий поліцією після того, як отримав світове визнання за цю пісню. Пізніше його пісню «Baraye» співали під час глобальних протестів на підтримку 1 жовтня 2022 року приблизно в 150 містах по всьому світу.
У лютому 2023 року двадцять незалежних іранських профспілок, феміністичних груп і студентських організацій оприлюднили маніфест із 12 пунктів. У ньому було сформульовано і розвинуто значення гасла «Жінка, Життя, Свобода», закликаючи покласти край пригнобленню, дискримінації, тиранії та диктатурі.

### Туреччина

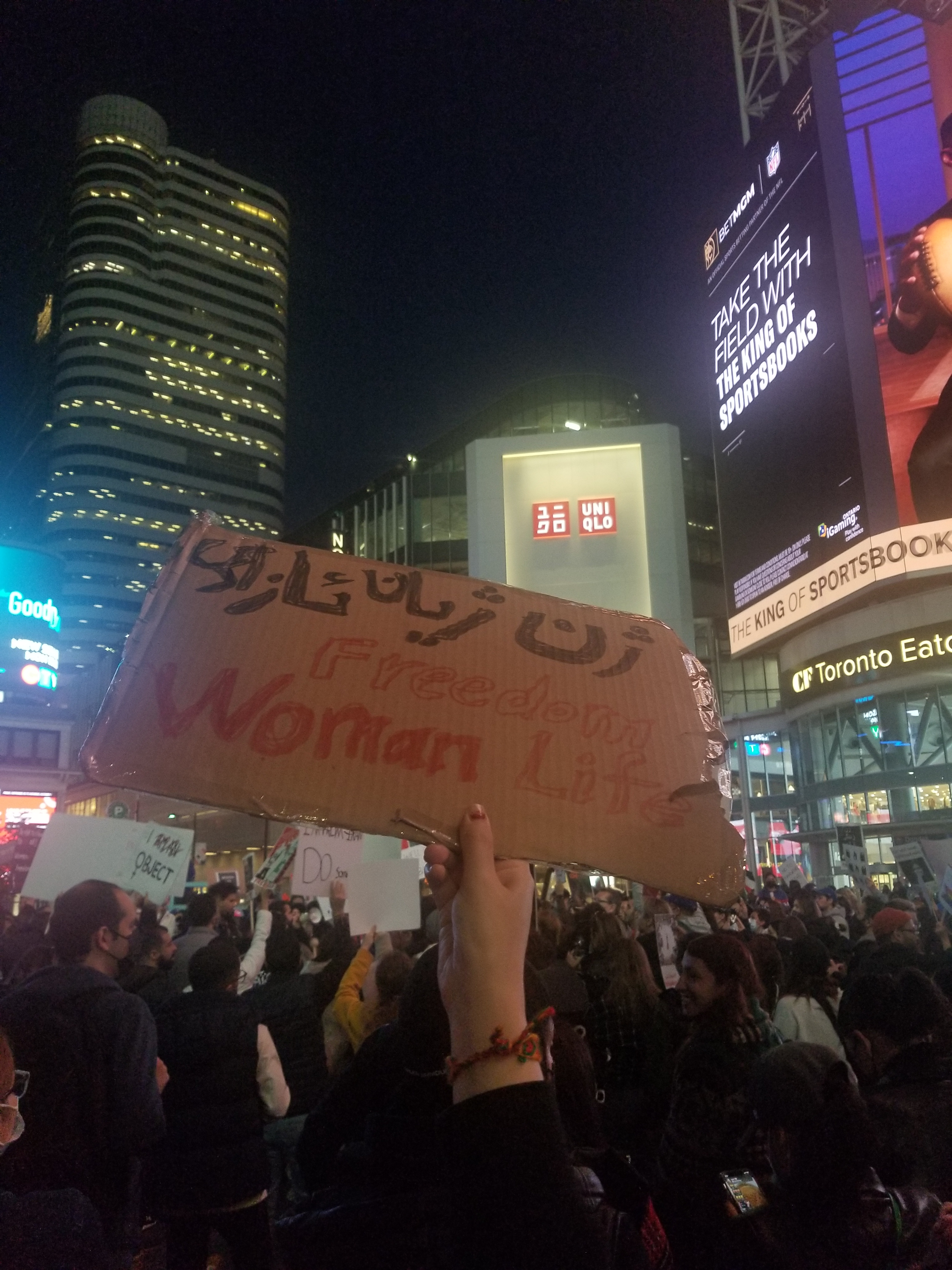
Табличка з написом «Жінка, Життя, Свобода» (Jin, Jiyan Azadî) центрально-курдською та англійською мовами, яку несли під час акції протесту в Торонто

Це гасло неодноразово використовувалося в Туреччині «Суботніми матерями». Це гасло також скандували турецькі протестувальники в Туреччині, коли вони зібралися на акцію протесту перед посольством Ісламської Республіки Іран 21 вересня 2022 року.

## Сприйняття
- Іранський соціолог Тагі Азадармакі заявив, що гасло є «одним з найбільш вкорінених бажань середнього класу»[32][33].
- Іранський соціолог Фархад Хосрохавар вважає гасло «новим пострілом у послідовності іранських громадянських протестів»[34].
- Соціолог Мехрдад Дарвішпур вважає, що гасло є «викликом насильницькій патріархальній, смертоносній і авторитарній правлячій ідеології»[35].
- Ірано-американський політолог Карім Саджадпур[en] вбачає в гаслі «Жінка, Життя, Свобода» контрапункт до уряду[36].
- Мохаммад Фазелі[en], іранський соціолог і професор соціології, вважає, що в цьому гаслі жінка має символічне обличчя і демонструє ненависть до насильства[37].

## Реакція
- Міністр закордонних справ Німеччини Анналена Бербок протестувала за права жінок з плакатами «Jin, Jiyan, Azadî» на засіданні партійного комітету.
- Шведська депутатка Європарламенту Абір Аль-Сахлані[en] підстриглася в Європарламенті під час виступу на знак солідарності з курдськими жінками в Ірані і, взявши ножиці, сказала: «Jin, Jiyan, Azadî».
- Фінсько-американська курдська співачка Хеллі Лув[en] випустила пісню «Jin, Jiyan, Azadî».
- Ірансько-голландська співачка Sevdaliza випустила пісню під назвою «Woman Life Freedom زن زندگی آزادی».